# John Fernström
John Fernström (* 6. Dezember 1897 in Yichang, Provinz Hubei, China; † 19. Oktober 1961 in Lund, Schweden) war ein schwedischer Komponist und Dirigent.
Er wuchs in Yichang in China auf, wo sein Vater eine Mission leitete. 1907 zog er mit seiner Familie nach Schweden, wo er in Malmö Violine studierte.
Fernström spielte von 1916 bis 1932 Violine im Helsingborger Symphonie-Orchester, das er später auch dirigierte. Bei Max Schlüter studierte er in Kopenhagen weiter Violine und zwischen 1923 und 1932 auch Komposition bei Peder Gram. Ab 1930 studierte er das Dirigieren in Sondershausen. 1948 wurde er Direktor des Lunder Konservatoriums und leitete es bis zu seinem Tod im Jahr 1961. Neben der Musik hat sich Fernström seit seiner Kindheit an für Malerei interessiert und verband dieses Interesse teilweise mit seinem Musikstudium.
Trotz zwölf Symphonien, mehreren Streichquartetten und Konzerten für Violine, Klarinette und Fagott sowie zwei Opern und zahlreichen Choral- und Vokalwerken ist er nur wenigen Musikkennern ein Begriff.

## Werke (Auswahl)
- 1937 Violakonzert
- 1943 Die Hochzeit der Isisschwestern, lyrische Episode
- 1948 Concertino op. 52
- 1948 Ni-Si-Spleng, Ballett, op. 87a
- 1952 Violinkonzert Nr. 2
- 1952 Gilgamesch (Oper von Ture Rangström) - Endfassung